# EXPOSE (노래)
〈EXPOSE〉는 KAT-TUN의 20번째 싱글이다.

## 개요
〈불멸의 스크럼〉 이래 5개월 만의 발매로, 2013년 제1탄 싱글이다.
초회 한정반1·초회 한정반2·통상반의 3형태로 발매되었다.
표제곡 〈EXPOSE〉는 《스즈키 소리오 밴디트》 TV CM 타이업 송이다.
2013년 2월 18일 자 오리콘 주간 싱글 랭킹에서 첫 등장 1위가 되어, 데뷔부터 싱글 20작 연속 1위를 기록했다.

## 수록곡

### 초회 한정반 ①
CD
1. EXPOSE
작사: miwa* / 작곡: Erik Sahlen, Yoko.Hiramatsu / 편곡: Billy Marx Jr.
  - 스즈키 소리오 밴디트 TV CM 타이업 송 (2013/2 ~ )
2. STEPS TO LOVE
작사: miwa* / 작곡: Charlie Mason, Ronald Soelkner, Daniel Nitt / 편곡: Billy Marx Jr.
  - 스즈키 소리오 TV CM 타이업 송 (2012/11/29 ~ 12/8)
3. BRAND NEW DAY
작사: ORI / 작곡·편곡: King of slick
  - 스즈키 소리오 TV CM 타이업 송 (2012/7/5 ~ 7/14)

DVD
1. EXPOSE (비디오 클립+메이킹)
2. 스페셜 영상

### 초회 한정반 ②
CD
1. EXPOSE
2. Connect & Go
작사: miwa* / 작곡: ROCK STONE, Daddylong, Robert Vadadi / 편곡: DREADSTORE COWBOY
  - 스즈키 소리오 블랙&화이트 Ⅱ TV CM 타이업 송 (2012/12/29 ~ 2013/1/8)
3. Snowflake（Vocal: 나카마루 유이치 with 뮤비 우정 출연: 우에다 타츠야）
작사: 나카마루 유이치 / 작곡: King of slick, Kiyohito Komatsu / 편곡: King of slick

DVD
1. Connect & Go (비디오 클립+메이킹)
2. Snowflake (비디오 클립)-Vocal: 나카마루 유이치 with 뮤비 우정 출연: 우에다 타츠야

### 통상반
CD
1. EXPOSE
2. 遙か東の空へ / 아득한 동쪽 하늘에
작사: ORI / 작곡: KEI YOSHIKAWA / 편곡: Eiji Kawai
3. EXPOSE（オリジナル・カラオケ）(오리지널 가라오케)
4. 遙か東の空へ（オリジナル・カラオケ）(오리지널 가라오케)